# Krč (zámek)
Zámek Krč je novogotická architektonická památka v Praze-Krči (Dolní Krč) na adrese V podzámčí 1/6, nenachází se však u ulice V podzámčí, nýbrž u ulice Před nádražím, jižně od Zámeckého rybníka u Kunratického potoka. Je chráněn jako kulturní památka České republiky. V současné době funguje jako Hotel Château St. Havel.

## Historie

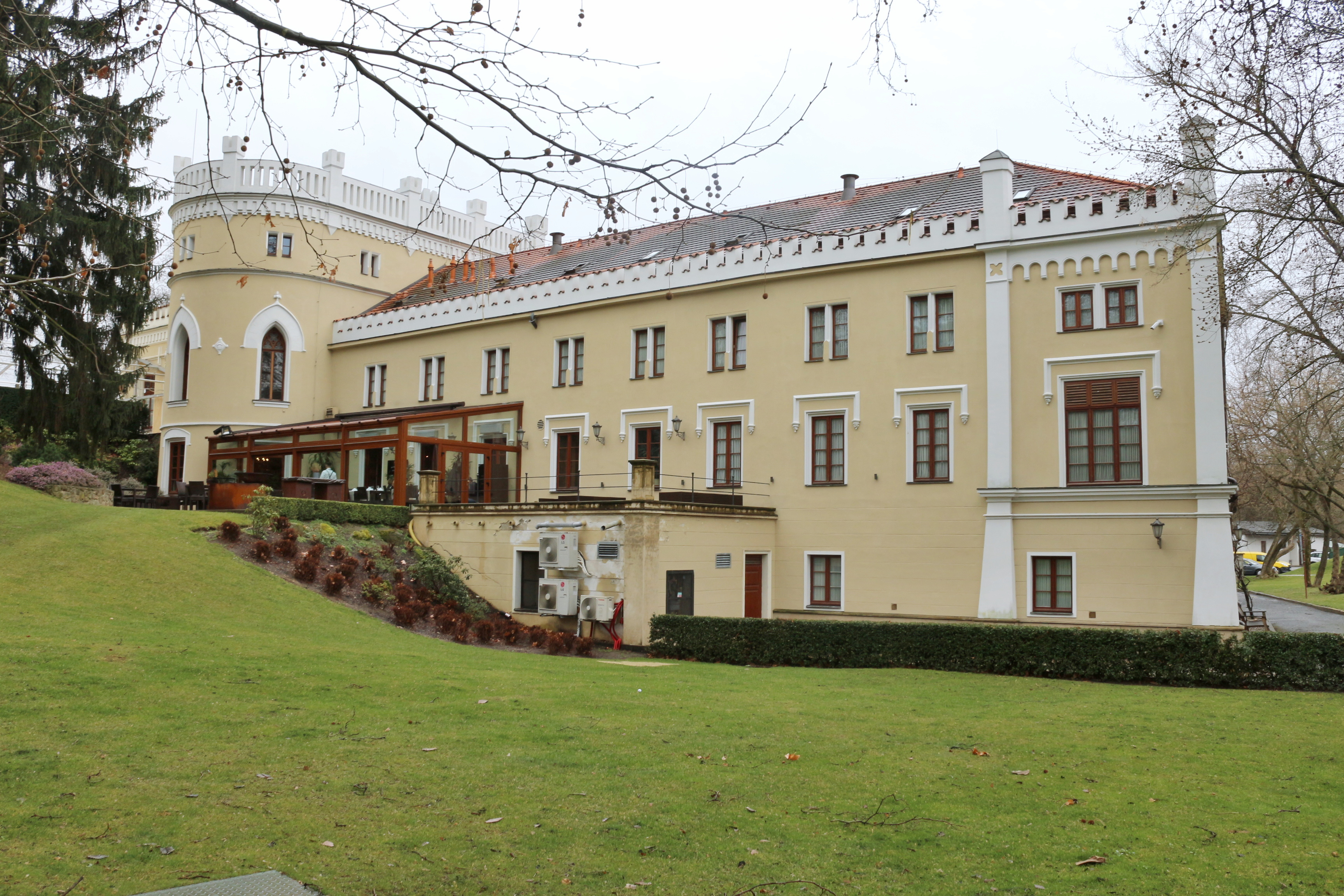
Zadní strana Krčského zámku (východní strana)

### Středověk
Na místě dnešního zámku kdysi stávala tvrz a ves Dolní Krč, připomínaná od roku 1222 v majetku Vyšehradské kapituly a opět roku 1273 jako rezidence vyšehradského probošta.
V roce 1420 byla tvrz dobyta husity pod vedením Jana Žižky z Trocnova, kteří šli na pomoc Praze proti císaři Zikmundovi. V roce 1457 tvrz vlastnili Mikuláš a Erazim z Pusté Dobré. Během 16. století se její majitelé rychle střídali a tvrz byla zanedbávaná. Kolem roku 1620 proto byla označována jako pustá.

### Barokní zámeček
V roce 1627 objekt před svou emigrací prodal staroměstský měšťan Jan Lukšan z Luftenštejna mnišskému řádu obutých karmelitánů od sv. Havla, který zde zřídil své vrchnostenské sídlo, jež bylo zvelebeno a v polovině 18. století nazýváno letní zámeček. V roce 1786 byl klášter zrušen církevní reformou císaře Josefa II., správa převedena do náboženského fondu a Dolní Krč v roce 1795 koupil Josef Antonín Málek, který ji roku 1834 prodal Vojtěchu rytíři z Eisensteinu.. Jan Gever z Ehrenbergu dal na pozemcích postavit další hospodářské budovy. Největší proměnou ale prošel zámek v letech 1860–1880 ve vlastnictví JUDr. Karla barona Schlossera (1807-1876), který přestavěl hlavní budovu na současnou dvoupatrovou s velkým sálem v horním křídle, s novogotickými fasádami a cimbuřím v anglickém novogotickém stylu. Jako obdivovatel anglických zámeckých parků nechal baron Schlosser rozšířit a upravit park podle britského vzoru.

### Od 19. století po současnost
Od roku 1900 až do znárodnění v roce 1948 zámek vlastnila rodina Tomáše Welze. Tomáš Welz byl sklář a velkostatkář, který se výrazně zasloužil o rozvoj celé Krče.. Do roku 1989 v zámku sídlil státní podnik Agroprojekt. Welzovým potomkům byl zámek navrácen v restituci. V roce 2003 prošel celkovou rekonstrukcí a později byl přeměněn na čtyřhvězdičkový hotel.